# Direction centrale du service du commissariat des armées
La direction centrale du service du commissariat des armées (DCSCA) est une direction d'administration centrale qui exerce le commandement du Service du commissariat des armées. Subordonnée au chef d'état-major des armées, elle est dirigée par un officier général ayant rang et appellation de commissaire général hors classe (CRGHC). Le CRGHC Olivier Marcotte est le directeur central du Service du commissariat des armées depuis le 1er août 2024.

## Création
La direction centrale du service du commissariat des armées (DCSCA) est créée le 1er janvier 2010 en application du décret no 2009-1178 du 5 octobre 2009 portant organisation de l'administration centrale du ministère des Armées. Elle procède de la fusion des trois directions centrales des anciens commissariats d'armée :
- le commissariat de l'Armée de terre ;
- le commissariat de la Marine ;
- le service de l'administration générale et des finances de l'Armée de l'air.

La DCSCA n'a pas d'insigne spécifique : son personnel militaire porte l'insigne du service du commissariat des armées. 

## Organisation
La DCSCA est dirigée par un directeur central. Il s'agit d'un officier général ayant rang et appellation de commissaire général hors classe (quatre étoiles), un grade qui a été créé le 1er janvier 2013 en même temps que le corps unique des commissaires. Placé sous l'autorité du chef d'État-Major des armées, il dirige l’activité du service suivant les directives fixées par l'état-Major des armées et les orientations définies par le conseil de gestion. 
Le directeur central est assisté d’un directeur central adjoint, chef de service, qui le remplace en cas d’absence ou d’empêchement, et de cinq sous-directeurs. Le directeur central adjoint est du grade de commissaire général de 1re classe (trois étoiles). Les sous-directeurs sont normalement du grade de commissaire général de 2e classe (deux étoiles), ou à défaut du grade de commissaire en chef de 1re classe (cinq galons pleins).
La direction centrale comprend :
- le bureau de la gestion des corps qui relève du directeur central ;
- la sous-direction « performances-synthèse » ;
- la sous-direction « filière » ;
- la sous-direction « réglementation-études juridiques » ;
- la sous-direction « métier » ;
- la sous-direction « organique ».

## Directeurs centraux du service du commissariat des armées
| Portrait                        | Grade au moment de la nomination     | Directeur central    | Date de prise de poste | Date de prise de poste | Durée            |
| ------------------------------- | ------------------------------------ | -------------------- | ---------------------- | ---------------------- | ---------------- |
|                                 | Commissaire général de corps d'armée | Pierre Porcin (d)    | 1er janvier 2010       | [ 2 ]                  | 180 jours        |
|                                 | Commissaire général de corps aérien  | Jean-Marc Coffin (d) | 1er juillet 2010       | [ 3 ]                  | 6 ans, 182 jours |
| Commissaire général hors classe | 1er janvier 2013                     | Jean-Marc Coffin (d) | [ 4 ]                  |                        | 6 ans, 182 jours |
|                                 | Commissaire général hors classe      | Stéphane Piat (d)    | 31 décembre 2016       | [ 5 ]                  | 4 ans, 89 jours  |
|                                 | Commissaire général hors classe      | Philippe Jacob (d)   | 31 mars 2021           | [ 6 ]                  | 3 ans, 121 jours |
|                                 | Commissaire général hors classe      | Olivier Marcotte     | 1er août 2024          | [ 7 ]                  | —                |